# Banc de treball
Un  banc de treball  és una taula condicionada per fer-hi un treball específic. Els bancs de treball solen ser en tallers i en empreses de fabricació, elaboració, muntatge o manipulació de productes.

## Composició d'un banc de treball
- Potes o calaixeres: són la base que suporta i dona rigidesa a tot el conjunt. Han de ser prou resistents per carregar amb el pes de la resta dels elements que componen el banc, la càrrega addicional dels objectes que s'hi dipositin i les forces aplicades en treballar sobre el banc. Les potes solen ser metàl·liques i disposen de rodes en el cas dels bancs de treball mòbils. També es poden posar calaixeres en lloc de potes aprofitant així l'espai sota el taulell per emmagatzemar eines, components i altres estris
- Taulell: és la part del banc sobre el qual es fa el treball. Ha de ser una superfície plana, prou àmplia i lliure d'obstacles. L'alçada a la qual ha de situar el sobre es determina en funció de si el treball es realitza assegut o dret. Els taulells dels bancs de treball poden ser metàl·liques o de fusta. Els taulells de fusta poden portar diferents recobriments per millorar el seu acabat o per protegir-les de cops o productes químics agressius com àcid sobre olis. En bancs de treball especialment dissenyats per a realitzar treballs d'electrònica, es recobreix un taulell de cuina amb un laminatge conductiu per protegir el material elèctric de càrregues electroestàtiques.
- Accessoris: un banc de treball ha de facilitar a l'operari totes aquelles eines i components necessaris per a fer-la. Aquests elements han d'estar sempre a mà i no han d'entorpir la feina de l'operari. El més habitual és el caragol de banc encara que també es poden equipar amb prestatges, caixes de plàstic, enllumenat, preses elèctriques i pneumàtiques, panells perforats i ganxos porta eines, etc.

## Workmate
El 1961, Ron Hickman, va dissenyar el Workmate, un banc de treball estàndard domèstic molt popular que ha arribat a nombroses llars a tot el món, puix que és lleuger, portàtil i econòmic.